# 여성문화이론연구소
여성문화이론연구소는 여성의 역사와 여성의 대안 문화를 만들고 여성주의적인 새로운 패러다임을 만들어 보려는 목적으로 만들어진 연구소이다. 1997년 22명으로 시작된 사단법인 단체이다. 연구소 내에서 제공하는 교육 프로그램으로는 교육 강좌와 세미나가 있다. 해당 단체는 도서출판 여이연과 연대되어 있다.

## 출간 도서
- 태혜숙. 《탈식민주의의 페미니즘》. 2001년. ISBN 8820002791186
- 리타 펠스키 저. 이은경 역. 《페미니즘 이후의 문학》. 2010년. ISBN : 9788991729162
- 애너매리 야고스 저. 박이은실 역. 《퀴어 이론 입문》. 2012년. ISBN 9788991729247
- 김경미. 《家와 여성-18세기 여성 생활과 문화》. 2012년. ISBN 9788991729254
- 김주현. 《퍼포먼스, 몸의 정치》. 2013년. ISBN 9788991729278
- 서지영. 《경성의 모던걸》. 2013년. ISBN 9788991729261
- 여성문화이론연구소 정신분석세미나팀. 《페미니스트 정신분석이론가들》. 2016년. ISBN 9788991729308